# 核电火箭
核电火箭（英語：nuclear electric rocket），更恰当地说是“核电推进”（英語：nuclear electric propulsion, NEP），是一种航天器推进系统，其中来自核反应堆的热能被转化为电能，用于驱动离子推进器或其他航天器推进的技术。核电火箭这一术语有点不符，因为从技术上讲，推进系统的“火箭”部分完全是非核的，也可以由太阳能电池板驱动。这与核热火箭直接利用反应堆热量向工作流体添加能量，然后将其从火箭喷嘴中排出形成明显的不同。

## 概念概述
核电火箭的关键要素是
1. 紧凑型反应堆芯
2. 发电机
3. 紧凑的废热排放系统，例如热导管
4. 电力调节和分配系统
5. 电动航天器推进

## 历史

### 美国宇航局
2001年，安全实惠型裂变发动机正在研制中，经测试的30千瓦核热源旨在开发一座使用布雷顿循环燃气轮机发电的400千瓦热反应堆，废热排放则利用低质量热导管技术来实现，坚固的设计确保了它的安全性。
普罗米修斯项目是美国宇航局在21世纪初对核能航天器的一项研究。
千瓦级是美国宇航局最新的反应堆开发项目，但仅用于地表用途。

### 俄罗斯
参见特姆核发动机
特姆项目启动于2009年，目标是为火星发动机提供动力；
2016年3月-接收到第一批核燃料；
2018年10月-据俄新社报道，俄罗斯表示，已经完成了水滴型散热系统的初步测试。

## 概念

### 组合球床反应堆的燃气轮机
热源将来自一种用接近正常气压的高密度流量气态氮冷却的球床反应堆，通过已很成熟的燃气轮机技术来实现发电。核燃料是包裹在低硼石墨球中，直径可能为5-10厘米的高浓缩铀，石墨还会缓和核反应中的中子。
这种反应堆可被设计成本质安全堆，当它受热时，石墨膨胀，分离燃料并降低反应堆的临界状态，此特性可将操作控制简化为单台阀门对涡轮进行节流。当反应堆关闭时，它会加热，但产生的能量会减少；当反应堆打开时，它会冷却，但反应会变得更加活跃，产生出更多的能量。
石墨封装简化了加料和废物处理，石墨机械强度高，耐高温，降低了包括核裂变产物在内的放射性元素意外释放的风险。由于这种类型的反应堆可产生高功率，且不需要重型铸件来容纳高压，因此非常适合为航天器提供动力。

### 新型电力推进概念
现已提出了多种与高功率核能发电系统组合使用的电力推进技术，包括可变比冲磁等离子体火箭、DS4G,和脉冲感应推力器(PIT)。脉冲感应推力器和可变比冲磁等离子体火箭在飞行中的功率利用、比冲和推力间的平衡能力是独一无二的。脉冲感应推力器还有另外一种优点，就是不需要调节电源。

### 发电
短期内已提出的若干热电方案：朗肯循环、布雷顿循环和斯特林循环发电机，均需经过伴有一定能量损失的中间机械环节。此外，更为奇特的技术还有：热电材料(包括基于石墨烯的热电转换)、热释电纳米发电、热电光伏、热离子转换器和磁流体动力型热电材料。

## 太空中其他类型的核能概念
放射性同位素热能发电机、放射性同位素加热器、放射性同位素压电发电机和放射性同位素火箭都利用静态放射源(通常是钚-238)的热量提供低水平的电力或直接推进动力。其他概念包括核热火箭、裂变碎片火箭、核脉冲推进以及可能的核聚变火箭，如果核聚变技术在不久的将来得到发展的话。

## 另请参阅
- 电动航天推进
- 离子推进器
- 磁化帆
- 核脉冲推进
- 核热火箭
- 核反应堆
- 放射性同位素热能发电机
- 航天器推进
- RD-0410